# 1712 Angola
1712 Angola (1935 KC) là một tiểu hành tinh vành đai chính được phát hiện ngày 28 tháng 5 năm 1935 bởi C. Jackson ở Johannesburg.